# Saint-Cyr-sous-Dourdan
Saint-Cyr-sous-Dourdan là một xã ở tỉnh Essonne thuộc vùng Île-de-France miền bắc nước Pháp.
Theo điều tra dân số năm 1999, dân số xã này là 951 người. Ước tính dân số năm 2004 là 995.
Danh xưng cư dân địa phương Saint-Cyr-sous-Dourdan trong tiếng Pháp là Saint-Cyriens.